# Republic F-84 Thunderjet
 Ikke at forveksle med Republic F-84F Thunderstreak.
Republic F-84 Thunderjet var en jetdreven jagerbomber designet og bygget i USA. Den opstod i 1944 som et United States Army Air Forces (USAAF) forslag til en "dagjager" og fløj første gang i 1946. Selvom den kom i tjeneste i 1947, var Thunderjet plaget af så mange strukturelle problemer og motorproblemer, at en statusopgørelse i 1948 af U.S. Air Force erklærede flyet ude af stand til at udføre sine tiltænkte roller, og det blev overvejet at droppe flyet. Flyet blev ikke anset som fuldt operativt, før F-84D-modellen kom i 1949, og designet kunne først siges at være modent med fremkomsten af F-84G i 1951. I 1954 fik den retvingede Thunderjet selskab af den pilvingede F-84F Thunderstreak jager og RF-84F Thunderflash fotorekognosceringsflyet.
Thunderjet blev USAF's primære jagerbomber under Koreakrigen. Den fløj 86.408 togter og ødelagde 60 % af alle jordmål, såvel som otte Sovjetiskbyggede MiG-15-jagere. Over halvdelen af de 7.524 producerede F-84 tjente ved NATO-landene, og det var det første fly i tjeneste ved U.S. Air Force Thunderbirds opvisningsteam. USAF Strategic Air Command havde F-84 Thunderjets i tjeneste fra 1948 til slutningen af 1957.
F-84 var den første samlebåndsfremstillede jager, der kunne benytte lufttankning, og den første jager, der var i stand til at bære et kernevåben, Mk.7 atombomben. Modificerede F-84 blev benyttet til adskillige usædvanlige projekter, eksempelvis at være ophængt under et bombefly, eller ombygningen til XF-84H Thunderscreech.
F-84 navngivningen er i nogen grad forvirrende. De lige-vingede modeller F-84A til F-84E og F-84G blev kaldt Thunderjet. F-84F Thunderstreak og RF-84F Thunderflash var helt andre fly med tilbagestrøgne vinger. XF-84H Thunderscreech (ikke det officielle navn) var en eksperimentel turboprop-version af F-84F. F-84F med pilformede vinger var oprindeligt tænkt som en variant af den normale Thunderjet med kun nogle få ændrede dele, så den beholdt det oprindelige F-84 nummer. Produktionsforsinkelser på F-84F resulterede i en ekstra ordre på den lige-vingede version: Det blev til F-84G.

## Design og udvikling
I 1944 begyndte Republic Aviations ledende konstruktør, Alexander Kartveli, at arbejde på en turbojet-drevet erstatning for P-47 Thunderbolt-jageren. De første forsøg på at tilpasse P-47's stel til at bære en jetmotor var en fiasko på grund af det store tværsnit af de tidlige turbojets med radialkompressor. I stedet for designede Kartveli og hans team et nyt fly med et strømlinet skrog. Skroget var i det store og hele fyldt ud med en jetmotor, og med brændstoffet gemt i de temmelig tykke og lige vinger.
Den 11. september 1944 frigav USAAF deres General Operational Requirements for en jager med en tophastighed på 600 mph (521 knob, 966 km/t), aktionsradius på 705 miles (612 sømil, 1.135 km), og en bevæbning af enten seks 0,50 in (12,7 mm) eller fire 0,60 in (15,2 mm) maskingeværer. Derudover skulle det nye fly bruge General Electrics TG-180 aksiale turbojet, som gik i produktion under navnet Allison J35.
Den 11. november 1944 modtog Republic en ordre på tre prototyper af den nye XP-84—Model AP-23. Siden designet lovede overlegen ydelse i forhold til Lockheeds P-80 Shooting Star, og Republic havde stor erfaring i at bygge ensædede jagere, blev der ikke afholdt en konkurrence om kontrakten. Navnet Thunderjet blev valgt for at fortsætte Republic Aviations tradition som startede med P-47 Thunderbolt, og samtidigt fremhæve den nye motortype. Den 4. januar 1945, før det første fly havde fløjet, udvidede USAAF ordren til 25 servicetest YP-84A og 75 produktions P-84B (senere modificeret til 15 YP-84A og 85 P-84B).
I mellemtiden viste tests i vindtunnel, udført af National Advisory Committee for Aeronautics (NACA), ustabilitet i længderetningen og problemer med, at beklædningen på haleplanet begyndte at bøje og give efter ved høje hastigheder. Vægten af flyet, en alvorlig faktor i betragtning af de tidlige jetmotorers lave trykkraft, voksede så hurtigt, at USAAF blev nødt til at sætte en vægtgrænse på 13.400 lb (6.080 kilo). Resultaterne fra disse indledende tests blev benyttet til at forbedre den tredje prototype, designeret XP-84A, som også fik en noget kraftigere J35-GE-15 motor med 4.000 lbf (17,79 kN) trykkraft.
Den første XP-84 prototype blev overført til Muroc Army Air Field (den nuværende Edwards Air Force Base) og fløj her for første gang den 28. februar 1946 med Major Wallace A. "Wally" Lien som pilot. Den anden prototype ankom i august. Begge fly havde en J35-GE-7 motor med 3.745 lbf (16,66 kN) trykkraft. De 15 YP-84A, som blev leveret til Patterson Field (den nuværende Wright-Patterson Air Force Base) for service-tests, adskilte sig fra XP-84 ved at have en opgraderet J35-A-15 motor, seks 0,50 in (12,7 mm) Browning M2 maskingeværer (fire i næsen og et i hver vingerod) og havde to tiptanke, hver på 226 U.S. gallons (856 liter).
På grund af forsinkelser i leverancen af jetmotorer og i produktionen af XP-84A havde Thunderjet kun undergået et begrænset antal testflyvninger på det tidspunkt, hvor P-84B begyndte at rulle af samlebåndet i 1947. Helt særligt havde man undladt tilstrækkelige studier af tiptankenes indflydelse på flyveegenskaberne. Dette skulle senere vise sig at være problematisk.
Efter at man gennem lovgivningen National Security Act of 1947 havde oprettet det selvstændige luftvåben United States Air Force, blev Pursuit (Forfølger) designationen erstattet med Fighter (Jager), og P-84 blev til F-84.
F-84 blev tildelt ni forskellige eskadriller og tjente ved Strategic Air Command fra 1947 til slutningen af 1958.

## Operationel historie
F-84B, som kun adskilte sig fra YP-84A ved at have mere hurtigtskydende M3 maskingeværer, blev operationel ved 14th Fighter Group på Dow Field, Bangor, Maine i december 1947. Der kom omgående restriktioner på flyvningen: Hastigheden blev begrænset til Mach 0.8 på grund af såkaldt 'control reversal', der betyder, at trykbølger kan bevirke, at rorene kommer til at virke omvendt ved bestemte hastigheder. Den maksimale acceleration blev begrænset til 5.5 g (54 m/s²), fordi skrogets forhudning begyndte at folde. Manglende reservedele og en vanskelig vedligeholdelse gave flyet øgenavnet "Mekanikerens Mareridt". Den 24. maj 1948 fik hele flåden af F-84B flyveforbud på grund af strukturelle brud.
I 1948 viste en statusopgørelse af hele F-84-programmet, at ingen af F-84B eller F-84C-flyene kunne betragtes som operationelle eller i stand til at udføre deres tiltænkte rolle. Programmet blev reddet fra aflysning, fordi F-84D, som allerede var gået i produktion, på tilfredsstillende vis havde adresseret de værste problemer. En 'fly-off' (to fly måler sig i praksis mod hinanden) imod F-80 afslørede, at Shooting Star kunne lette på en kortere strækning, havde bedre stigeevne i lav højde og overlegen manøvreevne, hvorimod F-84 kunne bære en større bombelast, var hurtigere, havde bedre ydelse i store højder og havde en længere rækkevidde. For at holde flyene i luften på kort sigt betalte USAF 8 millioner US$ i 1949 for at implementere over 100 forbedringer i alle F-84B, frem for alt forstærkning af vingerne. På trods af de opnåede forbedringer blev F-84B trukket ud af aktiv tjeneste i 1952.
F-84C havde en marginalt mere pålidelig J35-A-13 motor og nogle tekniske forbedringer. Stort set identisk med F-84B var C-modellen plaget af alle de samme defekter og gennemgik det samme strukturelle forbedringsprogram i 1949. Alle F-84C blev taget ud af aktiv tjeneste i 1952.
De strukturelle forbedringer blev implementeret på samlebåndet i F-84D, som blev taget i brug i 1949. Vingerne fik en tykkere aluminiumsforhudning, brændstofsystemet gjort egnet til vinterbrug og i stand til at benytte JP-4 jetbrændstof, og flyet fik en noget stærkere J35-A-17D motor med 5.000 lbf (22,24 kN) trykkraft. Det blev opdaget, at de utestede vingetip-tanke bidrog til de strukturelle skader på vingerne ved at give overdreven vridning under manøvrer med voldsomme g-kræfter. For at korrigere for vridningen blev der monteret små trekantede finner på ydersiden af tankene. F-84D blev udfaset fra tjenesten i USAF i 1952, og forlod Air National Guard (ANG) i 1957.
Den første fuldt ud duelige Thunderjet var F-84E-modellen, som gik i tjeneste i 1949. Flyet havde nu en J35-A-17-motor og yderligere forstærkninger af vingerne. Tillige var stellet forlænget 12 inches (305 mm) foran, og 3 inches (76 mm) bag vingerne. Målet med forlængelsen var at gøre cockpittet og elektronikskabet større. Modellen havde et A-1C kanonsigte med APG-30 radar, og ophæng til yderligere to 230 gallons (870 liter) brændstoftanke under vingerne. Tankene øgede rækkevidden fra 850 til 1.000 miles (740 til 870 nmi; 1.370 til 1.610 km).
En forbedring af det oprindelige F-84-design var raketstyr, der foldede glat med vingen efter affyringen af 5-tommer HVAR-raketterne, og som i forhold til de gamle, faste raketstyr sænkede luftmodstanden væsentligt. Denne opfindelse blev senere indført på andre U.S. jet-jagerbombere.
På trods af forbedringerne forblev rådighedstiden for F-84E lav, med under halvdelen af flyene operationelle på ethvert givet tidspunkt. Dette var hovedsageligt på grund af alvorlig mangel på reservedele til Allison-motorerne. Forventningen var, at F-84E ville flyve 25 timer pr. måned og 100 timer mellem hovedeftersyn af motorerne. Det reelle antal flyvetimer under koreakrigen og i forbindelse med NATO-anvendelse oversteg hurtigt såvel lagerbeholdningen af reservedele, såvel som Allisons evne til at fabrikere nye motorer. F-84E blev trukket ud af USAF's tjeneste i 1956, men førte en hensygnende tilværelse ved ANG-enheder indtil 1959.
Den sidste lige-vingede F-84 var F-84G, som trådte i tjeneste i 1951. Flyet fik en lufttankningsprobe i den bagbords vinge, autopilot, instrumentlandingssystem (ILS), en J35-A-29 motor med 5.560 lbf (24,73 kN) trykkraft, en ny type 'drivhus' hood (som også blev monteret på ældre typer), og evnen til at bære et enkelt Mark 7 atomvåben. F-84G udtrådte af tjeneste ved USAF midt i 1960'erne.

### Flyveegenskaber
Som i de fleste andre tidlige jets var Thunderjets takeoff ikke noget at råbe hurra for. I de varme koreanske somre, med fuld bombe- og brændstoflast, skulle flyet generelt bruge 10.000 ft (3.000 meter) startbane for at komme på vingerne, selv ved hjælp af startraketter (flyet medførte to eller fire af disse, som hver leverede 1.000 lbf (4,4 kN) trykkraft i 14 sekunder). Alle andre end det forreste fly havde stærkt forringet udsyn på grund af den tykke røg fra raketterne. Tidlige F-84 skulle nærmest flåes af startbanen ved 160 mph (140 kn, 260 km/h) med styrepinden holdt bagud til anslag. Landingerne blev udført ved næsten samme fart: Til sammenligning ville en North American P-51 Mustang lande ved cirka 120 mph (100 kn, 190 km/h, og en relativt moderne F-16 lander ved 130 kn.). På trods af den temmelig høje landingshastighed var Thunderjet nem at flyve på instrumenterne, og sidevind var ikke noget stort problem.
På grund af den tykke, lige vinge nåede Thunderjet hurtigt sin Mach 0.82 begrænsning ved fuld gas og lav højde. Flyet havde tilstrækkelig kraft til at flyve hurtigere, men hvis Mach-begrænsningen blev overskredet i lav højde, ville det resultere i en ukontrolleret voldsom stigning ('pitch-up'), der som regel ville rive vingerne af. Over 15.000 fod (4.600 meter) kunne F-84 flyves hurtigere, men dette ville resultere i kraftige stød og rystelser fra trykbølger mod skrog og vinger. Heldigvis kunne flyvehastigheden let kontrolleres, så det var muligt at udføre sikker bombning fra 10.000 fods højde (3.000 meter). Begrænsningen i tophastighed viste sig problematisk imod de Sovjetiske Mikojan-Gurevitj MiG-15 i Korea. F-84 var ikke bare langsommere end MiG'en, F-84 kunne heller ikke dreje så krapt, med dens begrænsning på kun 3 G – som oven i købet ville medføre, at flyet hurtigt tabte fart. En F-84E pilot med to anerkendte nedskydninger af MiG-jagere opnåede sin anden sejr ved med vilje at overskride begrænsningerne og lade flyet gå i pitch-up. MiG'erne, der forfulgte ham, kunne ikke følge den voldsomme manøvre, og den ene ramte jorden. Det var heldigt for F-84E piloten, at flyet ikke brød sammen, men stellet var vredet voldsomt skævt efter manøvren. F-84 var en stabil våbenplatform, og gyroskopsigtet hjalp med præcis skydning og bombning. Piloterne roste flyet for Republics nærmest legendariske robusthed.
På trods af deres affektion for flyet gav piloterne Thunderjet forskellige øgenavne, som "Jordsvinet" og "Verdens hurtigste trehjulede cykel": En noget betinget hyldest til flyets langvarige takeoff.

### Koreakrigen
Thunderjet udmærkede sig under Koreakrigen. F-84B og F-84C kunne ikke udstationeres, fordi deres J35 motorer kun havde en brugbar levetid på 40 timer, men F-84D og F-84E, som var tjenestegørende i 27th Fighter Escort Group, blev sendt i kamp den 7. december 1950. Flyenes opgave var først at eskortere B-29 Superfortress-bombere. Den første Thunderjet-luftkamp blev vundet den 21. januar 1951, men to F-84 gik tabt. F-84 var en generation bagud for de pilvingede MiG-15, og slet ikke i samme klasse, i særdeleshed når MiG'erne blev fløjet af erfarne piloter. Meget hurtigt blev opgaven med at tage sig af MiG-jagerene overtaget af F-86 Sabre. Lige som sin berømte forgænger, P-47 Thunderbolt, blev F-84 indsat til angreb mod jordmål og udmærkede sig i denne rolle.
F-84 fløj i alt 86.408 missioner, kastede 50.427 tons bomber og 5.560 tons napalm. USAF hævdede, at F-84 var ansvarlig for 60 % af alle ødelagte jordmål i krigen. Under krigen blev F-84 det første USAF-kampfly, der benyttede lufttankning. I luftkamp fik F-84-piloter godkendt otte MiG-15-nedskydninger, imod et tab af 64 egne fly. De totale tab var 335 F-84D, E- og G-modeller.

### Den Portugisiske kolonikrig
I 1961 sendte det Portugisiske Luftvåben (portugisisk: Força Aérea Portuguesa, FAP) 25 af deres sidste F-84G til Angola. Der udgjorde de Esquadra 91 (91. Eskadrille), baseret på Luanda Air Base, hvorfra flyene deltog i den portugisiske kolonikrig, hovedsageligt med angreb på jordmål og andre missioner rettet mod de angolanske guerillasoldater.
I 1972 var alle fire tilbageblivende F-84 fly tilknyttet FAP i Angola. Den sidste F-84 blev holdt operationel i Angola indtil 1974.

### Danmark
Den 28. august 1951 fik Flyvevåbnet sine første seks F-84E-jagerfly. Fra april 1952 kom i alt 100 F-84G ad søvejen, og flere fly ankom fra USA, Holland og Belgien. I alt fik Flyvevåbnet 239 fly som våbenhjælp fra USA. F-84 var i tjeneste i cirka 10 år som jagerbombere og fotorecognosceringsfly.
Der skete en del uheld med Thunderjet. Den 18. marts 1954 standsede forsvarsminister Rasmus Hansen al flyvning med F-84, efter at fem piloter var styrtet ned inden for en måneds tid, fra midten af februar 1954 til den 18. marts 1954. Senere i marts 1954 blev flyvningen genoptaget. I mange tilfælde var katapultsædet ikke udløst, og flyet ramte jorden for fuld motor. Der er en mistanke om, at nogle af uheldene skete på grund af ukontrolleret dekompression af cockpit'et, forårsaget af metaltræthed.
I årene 1950-55 havde Flyvevåbnet 79 totalhavarier med 62 dræbte til følge. Langt de fleste af disse havarier var med F-84G.
Fra maj 1959 begyndte Flyvevåbnet at udfase F-84 og erstatte dem med det ligeledes amerikanske F-100 Super Sabre.

### Særlige resultater
- F-84 var det første fly, som blev benyttet af U.S. Air Force Thunderbirds. De benyttede F-84G Thunderjet fra 1953 til 1955 og F-84F Thunderstreak fra 1955 til 1956. F-84E blev også fløjet af opvisningsholdet Skyblazers fra United States Air Forces Europe (USAFE) fra 1950 til 1955.[1]

- Den 7. september 1946 satte den anden XP-84-prototype en national hastighedsrekord (USA) på 607,2 mph (527,6 kn, 977,2 km/t), kun en anelse mindre end verdensrekorden 612,2 mph (532,0 kn, 985,2 km/t), som var sat af den Britiske Gloster Meteor.[1]

- Den 22. september 1950 fløj to EF-84E tværs over Nordatlanten fra Storbritannien til USA, fløjet af David C. Schilling og oberst William Ritchie. Ritchies fly løb tør for brændstof over Newfoundland, men det andet fly klarede turen, som tog 10 timer og to minutter, og som krævede tre lufttankninger. Flyvningen demonstrerede, at jagerfly hurtigt kunne færges over Atlanten.[1]
- F-84G var det første jagerfly med indbygget udstyr til lufttankning og det første enkeltsædede fly i stand til at bære et atomvåben.[1]

- Den 20. august 1953 fløj 17 F-84G fra USA til Storbritannien ved hjælp af lufttankning. Den 4.485-mile (3.900 nmi, 7.220 km) lange rejse var den længste flyvning non-stop udført af jetjagere.[1]

- I 1955 blev en udrangeret F-84G det første fly til at starte fra en trailer.[12] Se: "Zero-length launch".

Omkring 1965 var F-84/F-84F i USA udskiftet med F-100 Super Sabre, og de sidste RF-84F blev overført til tjeneste i Air National Guard efter at være erstattet med RF-101 Voodoo i USAF-enhederne. De sidste F-84F Thunderflash udtrådte af tjeneste ved ANG i 1971. Tre RF-84F fra Grækenlands Luftvåben (græsk: Πολεμική Αεροπορία, Polemikí Aeroporía) var de sidste i tjeneste; de udtrådte af tjeneste i 1991.

### Pris
|                               | F-84B                                              | F-84C   | F-84D   | F-84E   | F-84G   | F-84F   | RF-84F  |
| ----------------------------- | -------------------------------------------------- | ------- | ------- | ------- | ------- | ------- | ------- |
| Flystel                       |                                                    |         | 139.863 | 139.863 | 150.846 | 562.715 | 482.821 |
| Motor                         |                                                    |         | 41.654  | 41.654  | 41.488  | 146.027 | 95.320  |
| Elektronik                    |                                                    |         | 7.165   | 7.165   | 4.761   | 9.623   | 21.576  |
| Bevæbning                     |                                                    |         | 23.559  | 23.559  | 37.433  | 41.713  | 63.632  |
| Bomber etc.                   |                                                    |         |         |         | 2.719   | 9.252   | 4.529   |
| Pris 'på vingerne'            | 286.407 for de første 100 163.994 for de næste 141 | 147.699 | 212.241 | 212.241 | 237.247 | 769.300 | 667.608 |
| Pris pr. flyvetime            |                                                    |         |         |         |         | 390     |         |
| Vedligeholdelse pr. flyvetime |                                                    |         |         |         |         | 185     | 185     |

Bemærk: Priserne er i cirka-1950 United States dollars og er ikke blevet justeret for inflation.

## Varianter

### Varianter med lige vinger
XP-84
De første to prototyper.
XP-84A
Den tredje prototype med en kraftigere J35-GE-15 motor. Dette flystel blev senere modificeret med en spids næse over de oprindelige luftindtag og laterale NACA-åbninger monteret over motorens indsugning. Se billedet til højre.
YP-84A
Service test fly: 15 stk. bygget.
P-84B (F-84B)
Første produktionsversion, J35-A-15 motor: 226 stk. bygget.
F-84C
Vendt tilbage til den mere pålidelige J35-A-13 motor, forbedrede brændstof- hydraulik- og elektriske systemer: 191 stk. bygget.
F-84D
J35-A-17 motor, forskellige strukturelle forbedringer. Pitotrøret blev flyttet fra halefinnen til splitteren i luftindtaget, og der blev tilføjet finner til tankene på vingetipperne: 154 stk. bygget.
EF-84D
EF-84D 48-641 og EF-84D 48-661 blev modificeret med vingekoblinger; 641 styrbords vinge, 661 bagbords vinge for "Tip-Tow Project". En EB-29A 44-62093 blev modificeret med koblinger på begge vinger. Piloten i 641 var major John M. Davis og piloten i 661 var major C.E. "Bud" Anderson.
Forsøget med at koble de tre fly sammen endte med en katastrofe efter nogle vellykkede forsøg. Den bagbords F-84 rullede oven på vingen af B-29'eren, da elektronikken svigtede, og de sammenfiltrede fly styrtede ned med tabet af alle ombordværende til følge. Anderson havde koblet sig fri og undgik at styrte."
F-84E
J35-A-17D motor, Sperry AN/APG-30 radar-sigte, indtrækkelige holdere for startraketter, indenbords vinge-hardpoints med brændstofkobling, så flyet kunne bære yderligere to stk. 230 U.S. gallons (870 liter) brændstoftanke. De fleste fly fik forstærkede hoods i F-84G-stil. Skroget blev forlænget med 15 inches; ikke for at gøre cockpittet mere rummeligt, men for at forbedre aerodynamikken, gøre mere plads til udstyr bag pilotens sæde og øge brændstoftankens volumen. Modellen kan kendes fra tidligere typer på to tankudluftninger på bagkroppen, radaren i splitteren i luftindtaget, og pitotrøret, som var flyttet fra midten til bunden af splitteren for at gøre plads for radaren. Der blev bygget 843 stk. F-84E 49-2031 var et testfly for luft-til-luft missiler. F-84E 50-1115 var et testfly for FICON-projektet.
EF-84E
To F-84E blev modificeret som prototyper for lufttankning, et par andre fly blev benyttet til andre eksperimenter.
F-84G
Enkeltsædet jagerbomber, i stand til at levere et atomvåben, J35-A-29 motor, autopilot, i stand til at gennemføre lufttankning efter to forskellige systemer ("boom" kobling i forkanten af bagbords vingeforkant og "drogue" probe, en i hver af vingetiptankene), og en ny forstærket 'drivhus'-hood, som også blev retrofittet på tidligere lige-vingede modeller. I alt blev 3.025 stk. bygget, heraf 1.936 for NATO under MDAP-programmet. På grund af den større motor var det nødvendigt at forsyne flyet med fjederbelastede klapper i indsugningen, lige foran vingeroden. Ved lav hastighed, eksempelvis under kørsel på jorden kunne motoren ikke få en tilstrækkelig mængde luft. Når motoren ikke kunne få luft, ville undertrykket i indsugningen suge klapperne åbne. Når flyet fik tilstrækkeligt med fart, ville næseindtaget levere nok luft, og klapperne ville smække i igen. F-84G 51-1343 blev modificeret med et periskop for at teste periskopinstallationen, der var foreslået anvendt i Republic XF-103.
F-84KX
Hele 80 ex-USAF F-84B blev konverteret til måldroner for United States Navy.
RF-84G
F-84G Thunderjets konverteret af Frankrig og Jugoslavien til rekognosceringstjeneste, med kameraer i skroget og modificerede eksterne vingetanke.
YF-96A aka YF-84F aka YRF-84K
F-84E 49-2430 ændret til en vinge med pilform. Den "første prototype" for F-84F Thunderstreak. Hood og ventral dykbremse medbragt fra Thunderjet. Oprindeligt med en V-forrude, senere ombygget til en standard Thunderjet flad forrude. Modificeret til at kunne deltage i FICON-tests. Flystellet kunne modstå højere flyvehastighed, end Thunderjet-motoren kunne levere. YF-84F var en opfølgning på disse resultater og fik en kraftigere motor og et dybere skrog.
YF-84F
F-84G 51-1344 ændret til en vinge med pilform. Den "anden prototype" for F-84F Thunderstreak. Skroget bygget 7 tommer (180 mm) dybere for at få plads til en større motor. Hood og ventral dykbremse medbragt fra Thunderjet, halen ændret til samme konfiguration som på YF-96A.
YF-84F aka YRF-84F
F-84G 51-1345 ændret til en vinge med pilform, spids næse og laterale luftindtag. Dette fly blev benyttet til at evaluere effekten af at flytte luftindtagene til vingerødderne. Ligesom i 1344 blev skroget bygget 7 tommer (180 mm) dybere for at få plads til en større motor. Hood og ventral dykbremse medbragt fra Thunderjet, halen ændret til samme konfiguration som på YF-96A.
Tip-TowSe EF-84D, kom ikke i drift. Se FICON-projektet.
Tom-TomTo RF-84K og B-36 sammenkoblings-eksperiment, kom ikke i drift. Se FICON-projektet.
FICONF-84E og GRB-36D trapez-system, kom i stærkt begrænset anvendelse. Se FICON-projektet.

### Varianter med pilformede vinger
For varianter med tilbagestrøgne vinger, se:Republic F-84F Thunderstreak. Her skal kun kort nævnes:
YF-84F
To prototyper af F-84F, oprindeligt navngivet YF-96A.
F-84F Thunderstreak
Version med Wright J65-motor.
RF-84F Thunderflash
Rekognosceringsversion af F-84F, 715 stk, bygget.
RF-84K, FICON projektet
Rekognosceringsversion af F-modellen, 25 stk. bygget, beregnet på at hænge under en Consolidated B-36 Peacemaker.
XF-84H Thunderscreech
Eksperimentel supersonisk-turboprop version.
YF-84J
To fly konverteret til General Electric J73-motor.

## Operatører
Belgien
- Det Belgiske Luftvåben (nederlandsk: Luchtcomponent, fransk: Composante air) benyttede 213 Republic F-84G, og 21 RF-84E, fra marts 1952 til september 1957.

 Danmark
- Flyvevåbnet havde fra april 1952 til januar 1962 240 stk. F-84G og 6 stk. F-84E. [14]

 Frankrig
- Det franske luftvåben (fransk: Armée de l'air) havde fra april 1952 til november 1956 335 stk. RF-84G og 46 stk. F-84E.

 Greece
- Grækenlands Luftvåben (græsk: Πολεμική Αεροπορία, Polemikí Aeroporía) benyttede 234 stk. RF-84G fra marts 1952 til juni 1960.

 Holland
- Det hollandske luftvåben (nederlandsk: Koninklijke Luchtmacht, KLu) havde fra april 1952 til december 1957 167 stk. F-84G og 21 stk. RF-84E i tjeneste.

 Iran
- Det iranske luftvåben (Imperial Iranian Air Force (IIAF)) benyttede 69 stk. F-84G fra maj 1957 til december 1965.

 Italien
- Italiens Luftvåben (italiensk: Aeronautica Militare; AM) benyttede 256 stk. F-84G fra marts 1952 til maj 1957.[15][16]

 Jugoslavien
- Jugoslaviens Luftvåben (serbokroatisk: Jugoslavensko Ratno zrakoplovstvo, Југословенско Ратно ваздухопловство) havde 231 stk. (R)F-84G i tjeneste fra juni 1953 til juli 1974.

 Norge
- Det norske luftvåben (norsk: Luftforsvaret) benyttede 208 stk. F-84G fra juni 1952 til juni 1960, 6 stk. F-84E fra 1951 til 1956 og 35 stk. RF-84F fra 1956 til 1970.

 Portugal
- Det Portugisiske Luftvåben (portugisisk: Força Aérea Portuguesa, FAP) havde 125 stk. F-84G fra januar 1953 til juli 1974.

 Taiwan
- Taiwans Luftvåben (Republic of China Air Force (ROCAF), kinesisk: 中華民國空軍; pinyin: Zhōnghuá Mínguó Kōngjūn) havde 246 Republic F-84G i tjeneste fra juni 1953 til april 1964.

 Thailand
- Det Kongelige Thailandske Luftvåben (Royal Thai Air Force, RTAF; thai: กองทัพอากาศไทย, Kong Thap Akat Thai)) havde 31 stk. F-84G i tjeneste fra november 1956 til 1963.

 Tyrkiet
- Tyrkiets Luftvåben (tyrkisk: Türk Hava Kuvvetleri) benyttede 489 stk. F-84G fra marts 1952 til juni 1966.

 USA
- United States Air Force havde 226 stk. F-84B, 191 stk. F-84C, 154 stk. F-84D, 743 stk. F-84E og 789 stk. F-84G i tjeneste.

## Udstillede fly
Kroatien
- Ex-USAF F-84G 10676 – Rijeka Airport, Omišalj.[17]

Danmark
- F-84G 51-9966/KR-A og 51-10622/KU-U Aalborg Forsvars- og Garnisonsmuseum, Aalborg. [18]
- F-84G KP-X – Danmarks Flymuseum, Stauning Lufthavn, Skjern.[19]
- RF-84F C-581 – Flyvestation Karup Historisk Forening, Karup.[20]
- RF-84F C-264 – Danmarks Flymuseum, Stauning Lufthavn, Skjern.[19]
- F-84G SE-G Udstillet hos Værløse Flyhistoriske Hangar[kilde mangler]

Norge
- F-84G 51-10161 – Flyhistorisk Museum, Sola, Stavanger Lufthavn, Sola, nær Stavanger.[21]
- F-84G 51-11209 – Forsvarets flysamling Gardermoen, Oslo Lufthavn, Gardermoen nær Oslo.[22]
- F-84G 52-8465 – Royal Norwegian Air Force Museum, Bodø.[23]
- RF-84F 51-17047 – Royal Norwegian Air Force Museum, Bodø.[24]

Serbien
- F-84G 10501 – Ex-USAF 52-2936, c/n 3050-1855B, F-84G 10525 – Ex-USAF 52-2939 og F-84G 10530 – Ex-USAF 52-8365, c/n 3250-2260B er udstillet i Jugoslaviens Aeronautiske Museum, Nikola Tesla Airport, Beograd.[25]

Slovenien
- F-84G 10642 Ex-USAF 52-2910, c/n 3050-1829B - Park of Military History, Pivka.[26]

Tyrkiet
- F-84G 10572 – Istanbul Flyvemuseum.
- F-84G 19953 – Atatürk Lufthavn, İstanbul.
- RF-84F 1901 og 1917 – Istanbul Flyvemuseum.

USA
- Der er Thunderjets udstillet i mindst 18 amerikanske delstater plus i et utal af private samlinger. Det vil føre for vidt at opliste dem alle her.

## Specifikationer (F-84G Thunderjet)
| Besætning:             | 1                                                  |                                        |
| Længde:                | 38 ft. 1 in.                                       | 11,60 meter                            |
| Højde:                 | 12 ft. 7 in.                                       | 3,84 meter                             |
| Spændvidde:            | 36 ft. 5 in.                                       | 11,10 meter                            |
| Vingeareal:            | 260 ft²                                            | 24 m²                                  |
| Tomvægt:               | 11.470 lb.                                         | 5.200 kilo                             |
| Maks. vægt:            | 18.080 lb                                          | 8.200 kilo                             |
| Maks. takeoff vægt:    | 23.340 lb                                          | 10.590 kilo                            |
| Motor:                 | Allison J35-A-29                                   | turbojet                               |
| Antal:                 | 1                                                  |                                        |
| Trykkraft:             | 5.560 lbf                                          | 24,7 kN                                |
| Max. fart:             | 622 mph                                            | 540 kn, 1.000 km/t, Mach 0.81          |
| Marchfart:             | 475 mph                                            | 413 kn, 770 km/t                       |
| Kamprækkevidde:        | 1.000 mi                                           | 870 nmi, 1.600 km                      |
| Forlægningsrækkevidde: | 2.000 mi                                           | 1.700 nmi, 3.200 km med eksterne tanke |
| Max. flyvehøjde:       | 40.500 ft.                                         | 12.350 meter                           |
| Stigehastighed:        | 3.765 ft/min                                       | 19,1 m/s                               |
| Vingebelastning:       | 70 lb/ft²                                          | 342 kg/m²                              |
| Trykkraft/masse:       | 0.31 lbf/lb                                        |                                        |
| Bevæbning:             | 6 stk. 0,5 inches (12,7 mm) maskingeværer          | Browning M3, 300 skud pr. stk.         |
|                        | Op til 4.450 lb (2.020 kilo) raketter eller bomber | Inkl. 1 stk Mk.7 atombombe             |
| Avionics:              | A-1CM eller A-4 radarsigte                         | APG-30 eller MK-18 måleradar           |